# Віцекоролівство Нова Гранада
Нова́ Грана́да (ісп. Virreinato de Nueva Granada [birejˈnato ðe ˈnweβa ɣɾaˈnaða]) — іспанське віцекоролівство в Південній Америці, що включало території сучасних Колумбії, Венесуели, Панами, Еквадору, Перу, Бразилії і Гаяни.
Утворене в 1718 внаслідок відокремлення від віцекоролівства Перу. Столицею стала Санта-Фе-де-Богота (сучасна Богота).
Віцекоролівство припинило існування 1821 року після антиіспанського повстання креолів, коли на його місці утворили республіку Велику Колумбію.
Після розпаду Великої Колумбії у 1831—1856 роках майбутня Республіка Колумбія називалася «Республікою Нової Гранади». Досі назва «Нова Гранада» використовується для визначення Колумбії її сусідами.

## Історія

### Колоніальний період
У 1514 іспанці вперше з'явилися на території Нової Гранади. Міста Санта-Марта (1525) і Картахена (1533) забезпечували Іспанії контроль над узбережжям, і це дало можливість продовжити експансію вглиб материка. Конкістадор Гонсало Хіменес де Кесада колонізував великі території за річкою Магдалена в Андах, завдавши поразки цивілізації Чибча, і заснував місто Санта-Фе-де-Богота (1538), назвавши нові захоплені землі «Нове королівство Гранада» (ісп. El nuevo reino de Granada), давши назву королівства Гранада, яке існувало до 1492 на півдні Піренейського півострова.
Хіменес де Кесадо в своїй доповіді «Стислий виклад завоювання Нового Королівства Гранада» (1539 р.) свідчить:

| „Після завершення конкісти... було розподілено 7 тисяч смарагдів, серед яких зустрічались камені великої цінності, дуже коштовні. І це одна з причин, чому Нове Королівство треба цінити більше, ніж інші, які з’явилися в Індіях...”. |

Карта Нової Гранади
██ Іспанські володіння
██ Португальські володіння
██ Голландські володіння
██ Французькі володіння

Цивільний уряд Нової Гранади, Аудієнція («слухання») знаходилося в Боготі з 1548—1549, це був орган, що об'єднував виконавчу та судову гілки влади, з 1564 виконавча влада була сконцентрована в руках презіденції або губернатора. З 1564 року Нова Гранада стала капітанією в складі віце-королівства Перу. Юрисдикція Аудієнції розповсюджувалася і на інші території, що знаходилися поряд з Новою Гранадою, оскільки ці провінції були утворені в подальші роки.
Губернатор був підпорядкований віце-королю Перу в Лімі, але велика відстань і, як наслідок, повільний зв'язок між двома столицями робили систему управління колонією неефективною. Принциповим аспектом реформи колоніальної системи 1717 року було створення незалежного від Ліми віце-королівства Нова Гранада в 1717 році, що вказувало на ріст населення колонії та на ріст її значення для Іспанії. Після цього лише в 1739 році протягом недовгого часу Нова Гранада була залежна від віце-короля Перу. Інші області, відповідні сучасним Еквадору, Венесуелі і Панамі, що до того часу перебували під іншою юрисдикцією, об'єдналися під управлінням Боготи, що затвердило місто як один з основних іспанських адміністративних центрів в Новому Світі, разом з Лімою, Буенос-Айресом і Мехіко. Іспанський уряд проводив реформи, направлені на посилення централізації влади, але контроль з Іспанії ніколи не був достатньо ефективним.
Сувора і вельми різноманітна географія північної частини Південної Америки та недостача доріг робили пересування і зв'язок у віце-королівстві досить складним. Створення капітанії в Каракасі й Аудієнції (або президентства) в Кіто, юридично підлеглих віце-королю, було рішенням, направленим на підвищення ефективності управління сусідніми областями, а також віддавало данину місцевим традиціям самоврядування.

### Проголошення незалежності
Див також: Війна за незалежність у Новій Гранаді
Під час Наполеонівських воєн Іспанія була захоплена військами Наполеона, що привело до руху за незалежність у всіх іспанських колоніях як з боку роялістських сил, які намагалися запобігти поширенню республіканських настроїв, так і з боку місцевої знаті. Цієї участі не уникнула й Нова Гранада, де у 1810 році креоли організували перший революційний уряд. 10 червня 1811 року цей уряд проголосив повну незалежність від Іспанії, ще раніше, 5 червня, це зробив уряд віце-капітанства Венесуела у Каракасі. Під час війни з лояльними Іспанії військами повторилася така ж сама картина, як трохи раніше у Ла-Платі: креоли утримували великі міста у той час коли іспанські війська та лояльні їм індіанці домінували у провінції. Значний вплив на настрій населення Нової Гранади справив землетрус 1812 року, який зруйнував лояльні повстанцям міста та був інтерпретований як божественний знак.
Війна тривала зі змінним успіхом, до 1814 року іспанські війська були розбиті та залишили більшу частину Нової Гранади, але сильна експедиція, що була надіслана королем Фердинандом VII після вигнання Наполеона з Іспанії, зуміла повернути цю територію під іспанську королівську владу.
Остаточно території віце-королівства отримали незалежність від Іспанії між 1819 і 1822 роками в результаті військових дій і політичної боротьби, об'єднавшись у федерацію, відому як Велика Колумбія.
Коли Еквадор і Венесуела стали окремими державами після розпаду Великої Колумбії, «Республіка Нової Гранади» із столицею в Боготі продовжувала існувати з 1831 по 1856. Назва «Нова Гранада» продовжувала використовуватися, особливо в консервативних колах, наприклад, серед священнослужителів.
Сьогодні деякі люди в сусідніх з Колумбією країнах іноді все ще називають колумбійців новогранадцями (neogranadinos).